# 犬飼六岐
犬飼 六岐（いぬかい ろっき、1964年 - ）は、日本の小説家。

## 略歴
大阪府生まれ。大阪教育大学卒業。市役所勤務を経て作家活動に入る。
2000年に『筋違い半介』で第68回小説現代新人賞受賞し作家デビュー。

## 受賞歴
太字は受賞
- 1999年『クスノキ探検隊』で第48回毎日児童小説コンクール（小学生向き）佳作。
- 2000年『筋違い半介』で第68回小説現代新人賞受賞。
- 2011年『蛻』で第144回直木三十五賞候補。
- 2011年『囲碁小町 嫁入り七番勝負』で第1回本屋が選ぶ時代小説大賞候補。
- 2012年『佐助を討て』で第2回本屋が選ぶ時代小説大賞候補。
- 2014年『騙し絵』で第3回歴史時代作家クラブ賞（作品賞）候補。

## 著書
- 軍配者天門院 2001.8 (小学館文庫)
- 筋違い半介 講談社 2006.3　のち文庫
- 吉岡清三郎貸腕帳 講談社 2007.7 のち文庫
- 無双十文字槍 鬼坊主末法帖 徳間書店 2007.8
- やさぐれ 品川宿悪人往来 実業之日本社 2008.8
- 叛旗は胸にありて 新潮社 2009.6
- 桜下の決闘 吉岡清三郎貸腕帳 講談社 2009.11
- 蛻(もぬけ) 講談社 2010.6
- 騙し絵（2013年10月 祥伝社）